# ژوزف الیویه
ژوزف الیویه (انگلیسی: Joseph Olivier; ۲ دسامبر ۱۸۷۴ – ۲۱ مهٔ ۱۹۰۱) بازیکن راگبی ۱۵ نفره اهل فرانسه بود.